# 阿雷亚
阿雷亚是巴西帕拉伊巴州的一个市镇。总面积269.424平方公里，总人口24431人，人口密度90.7人/平方公里。